# Яструб новобританський
Яструб новобританський (Accipiter brachyurus) — вид хижих птахів роду яструб (Accipiter) родини яструбові (Accipitridae). Це рідкісний вид, що є ендеміком двох островів Папуа Нової Гвінеї: Нової Британії і Нової Ірландії.

## Опис
Яструб сірого кольору, з білим животом і оранжевими плямами на шиї, ноги блідо-жовті. Очі червоні. Характерними є великі лапи, причому середній палець більший за інші. Довжина птаха становить 27–34 см, розмах крил — від 50 до 62 см.

## Екологія
Цей птах мешкає в тропічних і субтропічних вологих гірських лісах, на висоті 1200–1800 м над рівнем моря. Загалом, цей вид недостатньо досліджений.

## Збереження
За оцінками орнітологів, загальна чисельність популяції становить від 1000 до 2500 птахів. Основну загрозу становить знищення природного середовища проживання виду. МСОП вважає цей вид вразливим.